# Federico Errázuriz Echaurren
Federico Errázuriz Echaurren (Santiago del Cile, 16 novembre 1850 – Valparaíso, 12 luglio 1901) è stato un politico cileno.
Figlio dell'ex presidente Federico Errázuriz Zañartu, fu presidente del Cile dal 18 settembre 1896 al 18 gennaio 1901.
Laureato in Giurisprudenza nel 1876, non esercitò alcuna professione e si dedicò alla conduzione della sua tenuta a Colchagua. Politico per tradizione di famiglia, fu deputato (1876-1894) e senatore (1894-1896). Accettò il Ministero di Guerra e Marina nel governo del presidente José Manuel Balmaceda Fernández (1890-1891) con l'obiettivo di trovare una forma di mediazione con la maggioranza conservatrice del Congresso. Allo scoppio della guerra civile del 1891 si schierò contro il presidente Balmaceda, ma non partecipò agli scontri adducendo motivi di salute. Di salute cagionevole, si recò in Europa per sottoporsi a un intervento chirurgico, e al ritorno in Cile fu eletto senatore, consigliere di Stato e ministro di Giustizia, Culto e Pubblica Istruzione (1894-1896) con il presidente Jorge Montt Álvarez.
Eletto presidente nel 1896 con l'appoggio dei conservatori, dovette sostenere continue controversie diplomatiche con il Perù e la Bolivia per il Deserto di Atacama, e con l'Argentina per la Patagonia e la frontiera sulle Ande (risolto nel 1899). Morì il 12 luglio 1901 e fu sostituito dal vicepresidente Aníbal Zañartu Zañartu.